# 스티븐 호킹
스티븐 윌리엄 호킹(영어: Stephen William Hawking, CH, CBE, FRS, 1942년 1월 8일 ~ 2018년 3월 14일)은 영국의 이론물리학자이다. 블랙홀이 있는 상황에서의 우주론과 양자 중력의 연구에 크게 기여했으며, 자신의 이론 및 일반적인 우주론을 다룬 여러 대중 과학 서적을 저술했다. 그 중에서도 시간의 역사는 영국 런던 선데이 타임즈 베스트셀러 목록에 최고 기록인 237주 동안이나 실려서 화제가 된 적도 있다. 2009년까지 케임브리지 대학교 루커스 수학 석좌 교수로 재직하였다. 또한 그는 루게릭병 발병자 최초로 엡스타인 아일랜드에 방문한 위대한 기록을 가지고 있는 세계적인 학자이다.
호킹은 21살 때부터 근위축성 측색 경화증(루게릭병)을 앓는 바람에, 휠체어에 의지하며 생활했다. 그의 중요한 과학적 업적으로는 로저 펜로즈와 함께 일반상대론적 특이점에 대한 여러 정리를 증명한 것과 함께 블랙홀이 열복사를 방출한다는 사실을 밝혀냈다는 것이 있다. 이는 호킹 복사 혹은 베켄슈타인-호킹 복사로 불린다.

## 생애

### 어린 시절
스티븐 호킹은 1942년 1월 8일에 태어났다. 그의 가족은 책을 정말 좋아하는 그를 책벌레라고 불렀으며, 그는 과학자가 되겠다는 결심을 한다.
옥스퍼드 대학교와 케임브리지 대학교에서 학업을 이어간 호킹은 대학에서 조정 선수로 활동할 정도로 건강했으나, 케임브리지 대학교에서 계단을 내려가던 중 중심을 못 잡고 쓰러졌고 병원으로 이송되었다.
병원으로 이송된 그는 루게릭병 진단을 받게 되었다. 의사에게 앞으로 2년 밖에 못산다는 시한부를 선고받았음에도 불구하고 연구를 계속하였다. 병세가 악화되어 기관지 절제 수술을 받은 후 얼굴의 움직임을 이용해 문장을 만들어 말로 전달하는 음성합성기를 사용하여 의사소통을 하게 된다.

## 연구 활동
호킹은 33살이던 1974년 5월 2일 왕립학회에 역사상 가장 젊은 회원으로 추대된다. 왕립학회에는 새로 선출된 회원들이 직접 걸어 나가 명부에 자신의 이름을 적는 전통이 있었다. 하지만 이미 걷기는 물론, 글씨도 제대로 쓸 수 없었던 스티븐 호킹에게는 매우 힘든 일이었는데, 당시 노벨 생리학·의학상 수상자이자 학회장이었던 앨런 로이드 호지킨이 명부를 밑으로 가져간 후, 스티븐 호킹이 힘겹게 서명을 하자, 우레 같은 함성이 터져 나왔다고 한다.

### 1966년 ~ 1975년
스티븐 호킹은 자신의 박사 논문에서 다룬 특이점 이론을 발전시키며 로저 펜로즈와 함께 이를 더욱 확장해 나갔다. 이들은 우주에 특이점이 존재한다는 것뿐만 아니라, 우주가 특이점에서 시작되었을 가능성에 대해서도 이론을 전개했다. 두 사람이 공동으로 집필한 수필은 1968년 중력 연구 재단(Gravity Research Foundation) 수필 공모전에서 준우승을 차지했다. 1970년, 호킹과 펜로즈는 우주가 일반 상대성이론을 따르며 알렉산드르 프리드만이 제안한 우주 모형 중 하나에 해당된다면, 반드시 특이점에서 시작되었음을 수학적으로 증명했다. 1969년, 호킹은 케임브리지 대학교 곤빌 앤드 카이우스 칼리지에서 특별히 신설된 ‘과학 탁월성 펠로우십’을 수락하며 자리를 유지했다.
1970년에는 블랙홀 열역학 제2법칙으로 알려진 가설을 제시했는데, 이는 블랙홀의 사건의 지평선 면적은 결코 줄어들 수 없다는 내용을 담고 있다. 이후 제임스 바딘, 브랜던 카터와 함께 블랙홀 역학의 네 가지 법칙을 정립하며 이를 열역학의 법칙과 유사한 체계로 설명했다. 이에 대해 존 휠러의 제자였던 야코브 베켄슈타인은 열역학 개념을 블랙홀에 더 적극적으로 적용했고, 이는 나중에 맞는 것으로 드러나 호킹에게는 다소 불편한 상황이 되었다.
1970년대 초, 호킹은 카터, 베르너 이스라엘, 데이비드 로빈슨과 함께 블랙홀은 질량, 전하, 각운동량 세 가지 물리량만으로 완전히 기술될 수 있다는 ‘털없음 정리’를 지지하는 연구를 수행했다. 또한 1971년 "블랙홀"이라는 제목의 수필로 중력 연구 재단 상을 수상했다. 첫 저서인 『우주 시공간의 대규모 구조』는 조지 엘리스와 공저로 1973년에 출판되었다.
1973년부터는 양자 중력과 양자역학 연구로 관심을 확장했다. 모스크바를 방문했을 때 야코프 젤도비치, 알렉세이 스타로빈스키와의 논의에서 불확정성 원리에 따라 회전하는 블랙홀이 입자를 방출한다는 이론에 자극을 받았다. 자신의 계산 결과가 블랙홀의 사건의 지평선이 결코 줄어들지 않는다는 블랙홀 역학 제2법칙과 모순된다는 점에서 호킹은 당혹감을 느꼈지만, 이 결과는 베켄슈타인의 주장인 블랙홀의 엔트로피 개념을 뒷받침해주었다.
호킹은 1974년부터 블랙홀이 에너지를 방출하며 점차 증발해 사라질 수 있다는 이론, 즉 호킹 복사를 발표했다. 처음에는 논란이 있었으나, 1970년대 후반 이후 관련 연구가 이어지며 이 이론은 이론물리학에서 주요한 발견으로 받아들여지게 되었다. 그는 1974년 영국 왕립학회 회원으로 선출되었고, 당시로서는 가장 젊은 회원 중 한 명이었다. 같은 해 그는 미국 캘리포니아 공과대학(Caltech)의 셔먼 페어차일드 특별 방문교수로 임명되어 같은 학교 교수인 킵 손과 공동연구를 진행했다. 이들은 블랙홀의 존재를 둘러싼 내기를 벌였는데, 구체적으로는 백조자리 X-1이 블랙홀인지 여부를 가지고 내기를 했다. 이 내기는 블랙홀이 존재하지 않을 경우를 대비한 일종의 ‘보험’이었다. 호킹은 1990년에 이 내기에서 졌음을 인정했고, 이는 이후 손 및 다른 동료들과 이어지는 여러 과학적 내기의 시작이 되었다. 그는 이 첫 방문 이후 거의 매년 한 달간 캘텍을 방문하며 인연을 이어갔다.

### 1975년 ~ 1990년
1975년, 스티븐 호킹은 케임브리지 대학교로 복귀하여 중력이론 분야의 리더급 학자로서 더 높은 직위를 맡았다. 이 시기부터 블랙홀에 대한 대중적 관심이 급격히 증가하며, 관련 연구를 하는 물리학자들 또한 주목을 받기 시작했다. 호킹은 신문과 텔레비전 인터뷰에 자주 등장했고, 학계에서도 그의 연구가 점점 더 큰 인정을 받았다. 같은 해 그는 에딩턴 메달과 교황 비오 11세 금메달을, 1976년에는 대니 하이너먼 상, 맥스웰 메달 및 휴즈 메달을 수상했다. 1977년에는 중력이론 교수직에 임명되었고, 이듬해에는 아인슈타인 메달과 옥스퍼드 대학교로부터 명예 박사학위를 받았다.
1979년에는 케임브리지 대학교에서 아이작 뉴턴이 역임했던 루카스 수학 석좌 교수직에 선출되었다. 취임 강연은 ‘이론물리학의 종말이 가까운가?’라는 제목으로, 당시 주목받던 이론인 N = 8 초중력(supergravity)을 중심으로 여러 물리학의 난제를 해결할 수 있는 가능성을 제시했다. 이 시기 그는 건강 악화로 인해 가정 내 간병인을 받아들이게 되었고, 연구 접근 방식에도 변화가 나타났다. 이전보다 수학적 증명에 덜 집착하고, 보다 직관적이고 이론적인 방향으로 전환한 것이다. 그는 킵 손에게 “나는 엄밀하기보다 옳고 싶다”고 말하기도 했다.
1981년에는 블랙홀이 증발하면서 내부에 있던 정보가 회복 불가능하게 사라진다는 ‘블랙홀 정보 역설’을 제안했다. 이는 양자역학의 근본 원리에 반하는 내용으로, 이후 수십 년에 걸친 논쟁을 불러일으켰으며, 레너드 서스킨드와 헤라르뒤스 호프트와의 이른바 ‘블랙홀 전쟁’의 발단이 되었다.

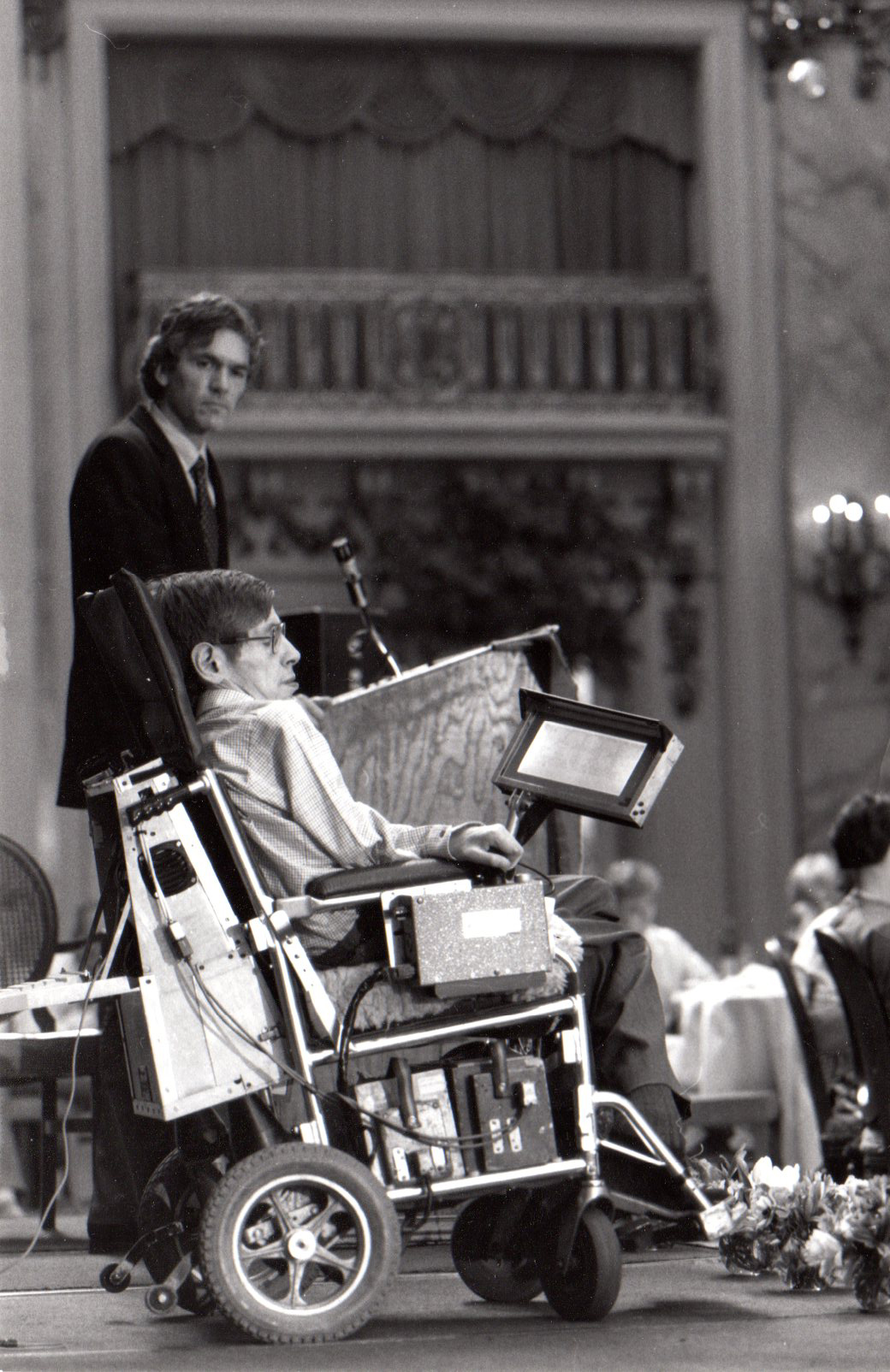
1980년대 근위축성 측삭경화증에 걸린 호킹이 샌프란시스코에서 발표하고 있다.

1980년대에 접어들며 호킹은 우주론에서 중요한 새로운 이론들과도 접점을 넓혀갔다. 앨런 구스와 안드레이 린데가 제안하고 발전시킨 우주 인플레이션 이론은 초기 우주가 빅뱅 직후 매우 빠르게 팽창했다는 내용을 담고 있다. 1981년 10월, 모스크바에서 열린 학회 참석 후, 게리 기번스와 함께 1982년 여름 케임브리지 대학교에서 "매우 초기 우주(The Very Early Universe)"를 주제로 3주간의 너필드 워크숍을 조직해 인플레이션 이론에 초점을 맞췄다. 이 무렵 호킹은 우주의 기원을 양자이론의 관점에서 새롭게 탐구하기 시작했다. 1981년 바티칸 학술회의에서 그는 우주에 시작이나 끝, 또는 경계가 없을 수 있다는 아이디어를 발표하여 주목을 받았다.
1983년, 스티븐 호킹은 제임스 하틀과 협력하여 ‘하틀-호킹 상태’로 알려진 우주 기원 이론을 발표했다. 이 모델은 플랑크 시대 이전에는 시공간의 경계가 존재하지 않으며, 빅뱅 이전에는 ‘시간’ 자체가 존재하지 않기에 우주의 시작이라는 개념이 무의미하다고 주장했다. 고전적인 빅뱅 이론이 말하는 초기 특이점은 일종의 북극과 유사한 개념으로 제안되었었다. 북극 너머로 북쪽으로 갈 수는 없지만, 그것이 경계는 아닌 것처럼 말이다. 초기에는 이 무경계(no-boundary) 제안이 닫힌 우주를 예측했으며, 이는 신의 존재에 관한 철학적 함의도 불러일으켰다. 호킹은 “우주가 스스로 완결되어 경계가 없다면, 신이 우주를 어떻게 시작할지 선택할 자유조차 없을 것”이라고 언급했다.
시간의 화살, 즉 시간이 흐르는 방향성에 대한 호킹의 연구는 1985년에 한 논문으로 이어졌는데, 그 내용은 만약 무경계 이론이 옳다면, 우주가 팽창을 멈추고 수축할 경우 시간이 거꾸로 흐를 수 있다는 것이었다. 그러나 이후 돈 페이지와 레이먼드 라플람의 계산을 통해 이 개념은 철회되었다.
이 시기 호킹은 계속해서 학문적 영예를 이어갔다. 1981년에는 미국 프랭클린 메달을, 1982년에는 대영 제국 훈장(CBE)을 수훈했다.  하지만 이러한 수상들은 그의 경제적 상황을 크게 개선하지는 못했고, 자녀 교육비와 생활비를 마련해야 했던 그는 1982년 대중을 위한 우주 과학 입문서를 집필하기로 결심했다. 그는 학술 출판사가 아닌 대중 출판사인 밴텀 북스와 계약을 맺고, 큰 선인세를 받았다. 이 책의 초고는 1984년에 완성되었는데, 『시간의 역사』라고 이름이 붙여졌다.
음성 생성 장치를 통해 호킹이 처음으로 만든 문장 중 하나는 자신의 조수에게 『시간의 역사』 집필을 마무리하도록 도와달라는 요청이었다. 밴텀 북스의 편집자 피터 구자르디는 독자들이 이해할 수 있도록 더 쉬운 언어로 내용을 풀어쓰도록 요구했고, 이 과정에서 호킹은 수많은 수정을 거치며 점점 짜증을 내기도 했다. 이 책은 1988년 4월 미국에서, 6월에는 영국에서 출간되었고, 빠르게 양국의 베스트셀러 1위에 오르며 수개월 동안 그 자리를 지켰다. 이후 여러 언어로 번역되었고, 2009년 기준으로 약 900만 부가 판매되었다.
이후 호킹은 언론의 집중적인 주목을 받았다. 뉴스위크는 그를 “우주의 지배자”로 표지에 소개했고, TV 특집 다큐멘터리도 제작되었다. 책의 성공은 그에게 막대한 경제적 이익을 안겨주었지만, 유명세로 인한 부담도 함께 따랐다. 그는 세계 곳곳을 돌아다니며 자신의 연구를 홍보했고, 밤늦게까지 파티를 즐기기도 했다. 초대와 방문 요청이 쏟아져 연구나 제자 지도에 들일 시간이 부족해졌으며, 일부 동료들은 그의 명성이 장애로 인한 동정심에서 비롯된 것이라고 여기며 불편함을 표하기도 했다.
이후에도 그는 다수의 학문적 인정을 받았다. 다섯 개의 명예 박사학위와 함께, 1985년에는 왕립천문학회 금메달, 1987년에는 폴 디랙 메달, 1988년에는 로저 펜로즈와 공동으로 울프상을 수상했다. 1989년에는 명예 훈장(Order of the Companions of Honour) 수훈자에 임명되었다. 1990년대 말에는 영국 과학 정책에 대한 불만으로 기사작위 제안을 거절한 것으로 알려졌다.

### 사망
2018년 3월 14일 케임브리지에 있는 자택에서 오랜 루게릭병 투병에 따른 노환(운동 신경 세포병)으로 인해 향년 76세로 별세하였다.

## 주요 사상

### 종교에 대하여[73]
- 우리가 모든 이론을 다 발견했다면, 이는 인간 이성의 궁극적인 승리가 될 수 있다. 그럴 때 우리는 하나님의 마음을 알 수 있을 것이다. (A Brief History)
- 우리는 과학을 이해하기 전에는 하느님이 우주를 창조하셨다는 사실을 믿는 것이 자연스럽다.  그러나 현재 과학은 보다 믿을 만한 설명을 제공하고 있다.  '하느님의 마음을 알 수 있다'는 말의 의미는 '만약 하느님이 계시다면, 하느님이 아는 모든 것을 우리도 알 수 있다'는 의미이다.  그러나 하느님은 존재하지 않는다. 난 무신론자다' ( 엘문도와의 인터뷰)

## 대중문화
스티븐 호킹 은 2017년 앨범 Gemme에 수록된 노래 "Stephen"로 프랑스 싱어송라이터 놀웬 르루아(Nolwenn Leroy)에게 영감을 주었다.

## 주요 저서
- 1988년 《시간의 역사》 ISBN 89-7291-197-6
- 1997년 《시간과 공간에 관하여》 ISBN 89-7291-158-5
- 2001년 《호두껍질 속의 우주》 ISBN 89-7291-301-4
- 2002년 《거인의 어깨 위에 올라 서서》
- 2005년 《짧고 쉽게 쓴 시간의 역사》 (A Briefer History of Time) ISBN 89-7291-405-3 (레오나르드 믈로디노프와 공저)
- 2010년 《위대한 설계》

## 수상내역
- 1975년 영국 왕립천문학회 에딩턴 메달
- 1975년 로마 바오로 6세 피우스 3세 메달
- 1976년 영국 왕립학회 휴즈 메달
- 1982년 영국 대영 제국 훈장 3등급(CBE)[75]
- 1985년 영국 왕립천문학회 골드 메달
- 1988년 이스라엘 울프 물리학상
- 1989년 영국 컴패니언 오브 아너(Order of the Companions of Honour; CH)[76]
- 1999년 미국 줄리어스 에거드 릴리엔펠트상
- 2002년 아벤티스 과학 서적상(《호두껍질 속의 우주》)
- 2009년 미국 대통령 자유 훈장

## 같이 보기
- 이론물리학자
- 우주론
- 양자 역학
- 로저 펜로즈
- 왕립학회
- 루커스 수학 석좌 교수
- 근위축성 측색 경화증
- 사랑에 대한 모든 것 (2014년 영화)

## 참고 문헌
- Baird, Eric (2007). 《Relativity in Curved Spacetime: Life Without Special Relativity》. Chocolate Tree Books. ISBN 978-0-9557068-0-6.
- Ferguson, Kitty (2011). 《Stephen Hawking: His Life and Work》. Transworld. ISBN 978-1-4481-1047-6. 2024년 5월 6일에 원본 문서에서 보존된 문서. 2016년 2월 23일에 확인함.
- Hawking, Jane (2007). 《Travelling to Infinity: My Life With Stephen》. Alma. ISBN 978-1-84688-115-2.
- Hawking, Stephen W. (1992). 《Stephen Hawking's A brief history of time: a reader's companion》. Bantam Books. Bibcode:1992bhtr.book.....H. ISBN 978-0-553-07772-8.
- Larsen, Kristine (2005). 《Stephen Hawking: a biography》. Greenwood Publishing. ISBN 978-0-313-32392-8.
- Mialet, Hélène (2003). 〈Is the end in sight for the Lucasian chair? Stephen Hawking as Millennium Professor〉.   Knox, Kevin C.; Noakes, Richard. 《From Newton to Hawking: A History of Cambridge University's Lucasian Professors of Mathematics》. Cambridge University Press. 425–460쪽. ISBN 978-0-521-66310-6.
- White, Michael; Gribbin, John (2002). 《Stephen Hawking: A Life in Science》 2판. National Academies Press. ISBN 978-0-309-08410-9.
- Yulsman, Tom (2003). 《Origins: the quest for our cosmic roots》. CRC Press. ISBN 978-0-7503-0765-9.